# Siemens NX
Siemens NX, voorheen NX Unigraphics maar meestal afgekort tot UG, is een commercieel CAD/CAM/CAE PL/M-softwarepakket ontwikkeld door Siemens PLM Software.